# The Tower (Dubaj)
The Tower – 243-metrowy budynek znajdujący się w Dubaju (Zjednoczone Emiraty Arabskie) przy Sheikh Zayed Road, w pobliżu Emirates Towers. Ma 54 piętra. Wieżowiec został ukończony w 2002 roku.